# سفر تیم فوتبال ایرانی به افغانستان
سفر تیم فوتبال ایرانی به افغانستان در سال ۱۳۲۰، از وقایع مهم در آغاز تاریخ فوتبال و ورزش ایران است. در سال ۱۹۴۱ (شهریور ۱۳۲۰) تیم فوتبالی از ایران برای شرکت در جشن استقلال افغانستان به این کشور سفر کرد و چند بازی با تیم‌هایی هندی و افغانستانی در کابل برگزار کرد. مسابقه بین تیم فوتبال ایرانی و تیم فوتبال افغانستانی در این سفر، توسط فدراسیون جهانی فوتبال، فیفا و بنیاد آماری سند. ورزش. فوتبال به عنوان اولین بازی ملی تیم ملی ایران و تیم ملی افغانستان شناخته شده است که با نتیجه بدون گل به پایان رسیده است.

## نخستین بازی تیم ملی فوتبال ایران
در بسیاری از منابع، سفر یک تیم ایرانی به کابل، پایتخت افغانستان و بازی‌اش با تیم ملی فوتبال افغانستان به عنوان نخستین بازی تیم ملی فوتبال ایران شناخته شده‌است. گفته می‌شود این بازی که در در تاریخ ۲۸ اوت ۱۹۴۱ برابر ۳ شهریور ۱۳۲۰ انجام شده، بدون گل پایان یافته‌است. صحت این ادعا از چند جهت مورد تشکیک قرار گرفته‌است.
در برخی منابع، تاریخ این بازی یک روز پیش‌تر (۲ شهریور) و نتیجه پایانی ۱–۰ به سود افغانستان است که تک‌گل بازی در دقیقه ۹۰ و با ضربه پنالتی به ثمر رسیده‌است. همچنین گفته می‌شود این تیم، تیم ملی ایران نبوده و «منتخب مشهد» بوده‌است. با این وجود تنها ۲ بازیکن از مشهد در این تیم بوده‌اند و بقیه بازیکنان از اصفهان و تهران بوده‌اند. نکته دیگری که مخالفان این نظر اشاره می‌کنند این است که پیش از این بازی، تیم ایرانی در تاریخ ۱ شهریور به دیدار تیم ملی فوتبال هندوستان رفته‌است که با نتیجه ۱–۰ به پیروزی رسیده‌است. در حالیکه بعید به نظر می‌رسد که تیم منتخب هندوستانی که با ایران مسابقه داده، تیم ملی این کشور بوده باشد. بسیار محتمل است که ایران در مقابل همان تیم یونیون کلاب پیشاور که در مسابقات حضور داشته بازی کرده باشد.

### بررسی اسناد
طبق اسناد موجود شصت هزار ریال برای آماده‌سازی تیم و هزینه رفت و برگشت ۱۶ بازیکن و ۳ سرپرست تیم شصت هزار ریال نیاز بوده است که هیات وزیران در جلسه ۱۱ مرداد ۱۳۲۰ با این هزینه موافقت کرده است. بر اساس اسناد مرآت تیمی که به افغانستان رفته تیم مشهد بوده نه تیم منتخب ایران، در حالی‌که در آن تیم تنها دو بازیکن مشهدی بودند و دیگر بازیکنان از شهرهای تهران، اصفهان و ... در تیم حضور داشتند. همچنین برخلاف دیگر نظرهای مکتوب تیم ایرانی در این مسابقات با تیم‌های قندهار، کابل و تیمی از هندوستان مسابقه داده است نه تیم ملی افغانستان.

## تیم اعزامی
تیم اعزامی ایران شامل ۱۶ بازیکن و سه همراه بودند. حسین صدقیانی سرمربی تیم، فریدون شریف زاده کمک صدقیانی و شعاع معتمدشیرازی، سرپرست تیم بودند.
در هیچ سندی بازیکنان تیم ایران در این مسابقه درستی ثبت نشده‌اند. اما به طور قطع آرتوش آساطوریان، عباس قریب، اکبر حیدری، ابراهیم رحیمیان، محمد انشاء، احمد گلبو، عباس تنیده گر، احمد خطیبی و محمد بلورفروشان ۹ نفری بودند که به مربیگری حسین صدقیانی در تیم ملی اولیه بازی کردند و بازیکنان نظامی چون فتح الله مین باشیان و عزیز فرزانگان به دلیل درگیری‌های جنگ جهانی دوم اجازه خروج از کشور را نیافتند.
| نام بازیکن          | محل تولد | باشگاه | آراس‌ اس‌اس‌اف | روزنامه اعتماد | فارس | وبسایت تیم ملی | توضیحات |
| ------------------- | -------- | ------ | ----------- | -------------- | ---- | -------------- | ------- |
| آرتوش آساطوریان     | تهران    |        | آری         | آری            | آری  | آری            |         |
| عباس قریب           | تهران    |        | آری         | آری            | آری  | -              |         |
| اکبر حیدری          | تهران    |        | آری         | آری            | آری  | آری            | کاپیتان |
| ابراهیم رحیمیان     | تهران    |        | آری         | آری            | آری  | -              |         |
| محمد انشاء          | تهران    |        | آری         | آری            | آری  | آری            |         |
| احمد گلبو           | تهران    |        | آری         | آری            | آری  | آری            |         |
| عباس تنیده گر       | تهران    |        | آری         | آری            | آری  | آری            |         |
| احمد خطیبی          | تهران    |        | آری         | آری            | آری  | آری            |         |
| محمد بلورفروشان     | تهران    |        | آری         | آری            | آری  | -              |         |
| فتح الله مین باشیان | تهران    |        | -           | -              | -    | آری            |         |
| عزیز فرزانگان       | تهران    |        | -           | -              | -    | -              |         |
| کریم کشاورز         | اصفهان   |        | آری         | -              | آری  | -              |         |
| ذبیح‌الله خبیری      | تهران    |        | آری         | -              | آری  | -              |         |
| حسین قاسمی          | تهران    |        | آری         | -              | آری  | -              |         |
| احمد میلانیان       | مشهد     |        | آری         | -              | آری  | -              |         |
| غلام‌حیدر بهادرزاده  | مشهد     |        | آری         | -              | آری  | -              |         |
| حسن ناظری           | اصفهان   |        | آری         | -              | آری  | -              |         |
| حسن سهی‌فر           | اصفهان   |        | آری         | -              | آری  | -              |         |
| عباس فرزانگان       |          |        | -           | -              | -    | آری            |         |
| عبدالله سعیدايی     |          |        | -           | -              | -    | آری            |         |
| حسن گوشه            |          |        | -           | -              | -    | آری            |         |
| ناصر انشا           |          |        | -           | -              | -    | آری            |         |

## بازی‌ها
گزارش بازی‌ها در ادامه بر اساس گزارش بنیاد آماری سند. ورزش. فوتبال است.

### بازی دوستانه در قندهار
هنگامی که تیم فوتبال ایرانی به سمت کابل در حرکت بود و پیش از رسیدن به غزنین در قندهار توقف داشت، مسابقه دوستانه‌ای با تیم منتخب قندهار برگزار کرد.
| ایران | ۵–۰ | Kandahar XI |
| ----- | --- | ----------- |
|       |     |             |

### بازی های جشن استقلال افغانستان
| ایران | ۱–۰ | India XI |
| ----- | --- | -------- |
|       |     |          |

| ایران | ۰–۱ (و یا ۰–۰)* | افغانستان |
| ----- | --------------- | --------- |
|       |                 |           |

این بازی ۰-۰ نیز گزارش شده است. بعضی از منابع ایرانی گزارش داده اند که در این بازی افغانستان صاحب یک پنالتی شده که بازیکنان ایرانی به آن اعتراض کرده‌اند. ممکن است به دلایل دیپلوماسی این بازی بدون گل گزارش شده باشد.
| Istiqlal College (Kabul) | ۱–۰ | Union Club (Peshawar) |
| ------------------------ | --- | --------------------- |
|                          |     |                       |

کالج استقلال کابل، Lycée Esteqlal/Lesa-e-Isteqlaal بود. یک تیم دبیرستانی فرانسوی-افغان. تیم میزبان همچنین با نام Harbia Club (Kabul) گزارش نیز شده است. Harbia College/Maktab-e-Harbia نام کالجی نظامی است.
| افغانستان | ۳–۱ | India XI |
| --------- | --- | -------- |
|           |     |          |

این بازی تنها توسط یک منبع گزارش شده است.

## بازگشت به ایران
در طی این مسابقات ایران تحت حمله نیروهای متفقین درآمد و بازیکنان تیم ایران حاضر در جشن استقلال افغانستان با شنیدن این خبر به سمت ایران برمیگردند. در راه رسیدن به مشهد با لشکر سربازان روس نیز برخورد داشتند که موضوع حل و فصل شده است.